# 271.ª Divisão de Infantaria (Alemanha)
A 271ª Divisão de Infantaria (em alemão:271. Infanterie-Division) foi uma unidade militar que serviu no Exército alemão durante a Segunda Guerra Mundial.

## Comandantes
| Comandante                     | Data                                         |
| ------------------------------ | -------------------------------------------- |
| Generalleutnant Paul Danhauser | 10 de dezembro de 1943 - ? de agosto de 1944 |

## Oficiais de operações
| Oberstleutnant Bernhard Blümel | 5 de fevereiro de 1944-10 de fevereiro de 1945 |
| Major Walter Klingsporn        | 10 de fevereiro de 1945-1945                   |

## Área de operações
| Alemanha      | dezembro de 1943 - janeiro de 1944 |
| Países Baixos | janeiro de 1944 - junho de 1944    |
| França        | junho de 1944 - agosto de 1944     |